# Boniface Tumuti
Boniface Mucheru Tumuti (né le 2 mai 1992 à Laikipia) est un athlète kényan, spécialiste du 400 mètres haies. 

## Biographie
Aux Championnats d'Afrique de 2012, Boniface Mucheru remporte deux médailles de bronze : la première sur 400 mètres haies, où avec un temps de 49 s 45, il est devancé par le Nigérian Amaechi Morton et le Sénégalais Mamadou Kasse Hanne ; la seconde sur 4 × 400 mètres, aux côtés de Vincent Kiplangat Kosgei, 
Vincent Mumo Kiilu et Mark Mutai.
En août, il participe aux Jeux olympiques de Londres sur 400 mètres haies et sur 4 × 400 mètres, mais ne franchit pas le cap des séries.
En août 2016, il obtient la médaille d'argent aux Jeux olympiques de Rio sur 400 mètres haies et bat le record national du Kenya en 47 s 78.

## Palmarès
| Date | Compétition                   | Lieu           | Résultat | Épreuve     | Temps         |
| ---- | ----------------------------- | -------------- | -------- | ----------- | ------------- |
| 2010 | Championnats du monde juniors | Moncton        | 8e       | 400 m haies | 52 s 16       |
| 2012 | Championnats d'Afrique        | Porto-Novo     | 3e       | 400 m haies | 49 s 45       |
| 2012 | Championnats d'Afrique        | Porto-Novo     | 3e       | 4 × 400 m   | 3 min 04 s 12 |
| 2014 | Championnats d'Afrique        | Marrakech      | 3e       | 400 m       | 45 s 07       |
| 2014 | Championnats d'Afrique        | Marrakech      | 3e       | 4 × 400 m   | 3 min 7 s 35  |
| 2014 | Coupe continentale            | Marrakech      | 1re      | 4 × 400 m   | 3 min 00 s 02 |
| 2015 | Championnats du monde         | Pékin          | 5e       | 400 m haies | 48 s 33       |
| 2015 | Jeux mondiaux militaires      | Mungyeong      | 3e       | 400 m haies | 50 s 11       |
| 2016 | Championnats d'Afrique        | Durban         | 1er      | 400 m haies | 49 s 20       |
| 2016 | Championnats d'Afrique        | Durban         | 2e       | 4 × 400 m   | 3 min 4 s 25  |
| 2016 | Jeux olympiques               | Rio de Janeiro | 2e       | 400 m haies | 47 s 78       |

## Records
| Épreuve     | Performance  | Lieu           | Date         |
| ----------- | ------------ | -------------- | ------------ |
| 400 m       | 45 s 07      | Marrakech      | 12 août 2014 |
| 400 m haies | 47 s 78 (NR) | Rio de Janeiro | 18 août 2016 |